# Ronde van Spanje 2011
De 66e editie van de Ronde van Spanje ving aan op zaterdag 20 augustus 2011 met een ploegentijdrit in Benidorm en eindigde op 11 september in de hoofdstad Madrid.
Voor het eerst sinds 1978 eindigden er etappes in Spaans Baskenland. Bilbao en Vitoria-Gasteiz waren de finishplaatsen. Verder waren er zes aankomsten bergop waaronder de gevreesde Alto de El Angliru. Naast de ploegentijdrit stond er één individuele tijdrit van 40 kilometer op het programma.

## Deelnemende ploegen
Naast de achttien teams van de UCI World Tour 2011 die automatisch gerechtigd (en verplicht) waren om te starten, kregen vier ploegen een wildcard toebedeeld voor de Vuelta.
| 18 UCI World Tour-ploegen | 18 UCI World Tour-ploegen | 18 UCI World Tour-ploegen | 4 wildcards                 |
| ------------------------- | ------------------------- | ------------------------- | --------------------------- |
| AG2R-La Mondiale          | Team Katjoesja            | Quick Step                | Andalucía-Caja Granada      |
| Pro Team Astana           | Lampre-ISD                | Rabobank                  | Geox-TMC                    |
| BMC Racing Team           | Team Leopard-Trek         | Team RadioShack           | Cofidis, le crédit en ligne |
| Euskaltel-Euskadi         | Liquigas-Cannondale       | Saxo Bank-Sungard         | Skil-Shimano                |
| Team Garmin-Cervélo       | Team Movistar             | Sky ProCycling            |                             |
| Team HTC-High Road        | Omega Pharma-Lotto        | Vacansoleil-DCM           |                             |

## Verloop
In Benidorm was Team Leopard-Trek de winnaar van de ploegentijdrit. Jakob Fuglsang kwam als eerste over de streep en pakte de rode leiderstrui. Regerend winnaar Vincenzo Nibali deed goede zaken met zijn Liquigas-ploeg en werd tweede.
De tweede etappe was op het oog een vlakke etappe voor de sprinters, maar door een kleine heuvel bij de finish werden alle sprinters verrast en kon de Australiër Christopher Sutton de zege opstrijken. Hiermee veroverde hij eveneens de groene puntentrui. Omdat de Rabo-renner Paul Martens als eerste bovenkwam bij de enige klim van de dag was hij de eerste drager van de blauwe bolletjestrui. Omdat de Leopard-renner Daniele Bennati eerder finishte dan zijn ploeggenoot Jakob Fuglsang nam hij de rode trui over.
In de derde etappe was het de lange vlucht die het redde tot op de streep. Het was Pablo Lastras van Team Movistar die de rit won. Na zijn vlucht nam hij alle truien over.
Rit 4 was een bergetappe. De rit ging naar de Sierra Nevada. Deze rit werd gewonnen door Daniel Moreno na een late uitval. Omdat Pablo Lastras het peloton niet kon volgen, nam Sylvain Chavanel, die in etappe 3 mee in de vlucht zat, de rode leiderstrui over. De meeste favorieten werden in dezelfde tijd geklasseerd, alleen Igor Antón werd op 1 minuut gezet.
In de vijfde etappe werd er opnieuw stevig geklommen, de slotklim had een maximaal stijgingspercentage van 26%. Deze rit werd gewonnen door Joaquim Rodríguez. Hij pakte 8 seconden op Jurgen Van den Broeck en enkele andere favorieten. Vincenzo Nibali kreeg nog 3 seconden meer aan zijn broek gesmeerd. Igor Antón verloor nog meer tijd. Sylvain Chavanel kon nog net zijn leiderstrui behouden.
De 6e etappe voerde de renners naar Cordoba, een traditionele aankomstplaats in de Vuelta. In de afdaling van de laatste klim van de dag, de Alto de San Jeronimo, voerde de Liquigas ploeg een coup uit door aan te vallen in de afdaling, ervoor zorgende dat ze met 4 man voorop kwamen met o.a. Nibali en Sagan, uiteindelijk won Sagan de etappe voor Pablo Lastras en Valerio Agnoli. Nibali werd 4e en pakte zo geen bonificatieseconden, wel pakte hij 16 seconden op de andere favorieten. Sylvain Chavanel behield zijn leiderstrui.
In de 7e etappe gebeurde er niets noemenswaardig, de etappe kwam aan in Talavera de La Reina na een volledig vlak parcours. Dit betekende ook de eerste echte sprint in deze Ronde. Sprint sensatie Marcel Kittel wist hier zijn eerste etappe te winnen in een Grote Ronde. Tyler Farrar maakte in volle sprint wel een harde val, waarmee hij Michel Golas meenam in zijn val, beide moesten opgeven. Zorgwekkender echter was dat ook favorieten voor de eindwinst, Rodriguez, Nibali, Scarponi en Mollema betrokken waren bij de val, allemaal zonder erg echter. Chavanel behield de leiderstrui.
De 8e etappe voerde de renner naar San Lorenzo de El Escorial, die gekenmerkt werd door een verschrikkelijk steile laatste km, met stroken tot 28%. De etappe werd naar verwachting gewonnen door Purito Rodriguez, die de volledige tegenstand degradeerde op zijn specialiteit. Rodriguez nam ook de leiderstrui over van Chavanel, die ruim een minuut verloor.
Het peloton kon zich in de 9e etappe opmaken voor de eerste echte bergrit in deze Vuelta. De aankomst lag namelijk op de Covatilla, een klim van ruim 17 km met stijgingspercentages van 12%. De etappe werd gewonnen door de jonge Ier Daniel Martin, die Bauke Mollema en Juan José Cobo versloeg in een sprint met 5. Joaquim Rodríguez had enigszins verrassend een slechte dag, vooral door de strakke wind die stond op de top waardoor de favorieten groep uit elkaar werd gereden. Rodriguez verloor 50 seconden op de voorste favorieten en moest zijn trui met slechts 1 seconde afstaan aan Bauke Mollema
De 10e etappe stond bekend als een do or die etappe voor veel renners. Er moest namelijk een tijdrit worden afgewerkt van 47 km rond Salamanca, over een voornamelijk vlak parcours. De tijdrit werd met dominantie gewonnen door Tony Martin, die een verrassende Chris Froome en Bradley Wiggins achter zich liet. Fabian Cancellara werd in de tijdrit slechts 4e. Grote verliezers waren klimmers Moreno, Rodriguez, Martin en Anton, die vele minuten verloren. Chris Froome pakte zeer verrassend de leiderstrui af van Mollema, die ruim 2 minuten verloor.
Na een welverdiende rustdag moesten de renner in de 11e etappe opnieuw vol aan de bak. De rit finishte namelijk op de Manzaneda, een klim die voor de eerste keer als aankomst werd gebruikt in de Vuelta. De etappe werd gewonnen door David Moncoutié, die duidelijk de sterkst was van een omvangrijke kopgroep, en hiermee zijn 4e etappe in 4 Vueltas won. In de favorietengroep bleef het relatief rustig, met uitzondering op een aanval van Rodriguez, die tijd goed moet maken na zijn slechte tijdrit en 7 seconden terugpakte op de andere favorieten. Leider Froome moest in de slotfase echter wel afhaken en verloor een halve minuut, waardoor ploegmaat Bradley Wiggins de trui mocht aantrekken.
De 12e etappe voerde de renners naar Pontevedra. De etappe finishte op een strook bergop en dat was een kolfje naar de hand van de piepjonge Peter Sagan, die won voor de eveneens jonge John Degenkolb en Daniele Bennati. Bradley Wiggins behield de leiderstrui.
De 13e etappe voerde de renner naar Ponferrada. De etappe werd gekenmerkt door een zwaar parcours, met enkele serieuze bergen, waaronder de Puerto de Ancares, die ook wel de Spaanse Galibier wordt genoemd. De etappewinst werd beslist door een 20 man sterke kopgroep, waarvan Michael Albasini de snelste was. Opnieuw hield Bradley Wiggins de leiderstrui.
De 14e etappe was opnieuw een belangrijk afspraak voor de klassementsmannen. De rit telde namelijk 3 cols, waarvan de slotklim, de Farrapona, de aankomstlijn was getrokken. Na de etappe konden Joaquim Rodríguez en Vincenzo Nibali, regerend Vueltawinnaar, hun aspiraties in de kast opbergen. Beide verloren namelijk ruim 2 minuten. De etappe werd gewonnen door de Est Rein Taaramäe, die als enige overbleef van een kopgroep. Juan José Cobo begon hier voor de eerste keer zijn hand uit te steken naar de Vuelta, hij pakte namelijk ruim een halve minuut terug op de andere favorieten, die Bradley Wiggins nog steeds aanvoert na deze etappe.
de 15e etappe was een etappe waar reikhalzend naar werd uitgekeken door renners en volgers, de rit eindigde namelijk op de beruchte Alto de el Angliru, een van de zwaarste cols in Europa met een maximaal stijgingspercentage van 23,6%. De etappe werd gewonnen door Juan José Cobo, die veruit de beste was van de favorieten en hiermee ook de leiderstrui greep. Wout Poels werd knap 2e, voor Denis Mensjov en Chris Froome, die 2e werd in het klassement. Froome's ploeggenoot Bradley Wiggins stortte in op 2 km voor het einde en verloor 1.30 minuut op Cobo, waarmee hij ook zakte naar plek 3e in de stand. In 2019 werd de etappewinst met terugwerkende kracht alsnog aan Wout Poels toegekend.
De 16e etappe was vlak en eindigde in Haro. Dit was dan ook een etappe waarin de klassementsrijders hun wonden konden likken en de sprinters een van hun weinige kansen konden aangrijpen om te gaan sprinten. Op 500 meter voor het einde omstond er opschudding omdat er verscheidene renners de verkeerde afslag namen (waaronder Sagan). Hierdoor werd de sprint ontregeld en hiervan kon Juan Jose Haedo profiteren om zijn eerste rit in een Grote Ronde te winnen. De etappe werd ook gekenmerkt door een zware val 20 km voor het einde, waarin Joaquim Rodríguez de grootste slachtoffer was. De Spanjaard, voor de Vuelta als een van de topfavorieten aangekondigd, verloor uiteindelijk 11 minuten en kon een goed klassement definitief vergeten.
de 17e etappe was de laatste aankomst bergop, op Pena Cabarga, en dus ook de laatste goede kans voor Chris Froome om Juan José Cobo nog van zijn troon te stoten. Het werd een fantastisch gevecht op de stroken van de Pena Cabarga tot 19%. Froome slaagde erin op Cobo te lossen na een aanval, maar Cobo kwam op 300 meter terug in het wiel. Uiteindelijk wist Froome wel de etappe te winnen, met Cobo die leider bleef.
De 18e etappe was een heuvelachtige rit naar Noja. Een kopgroep mocht beslissen wie er met de bloemen naar huis mocht gaan. Uiteindelijk won Francesco Gavazzi de rit door Kristof Vandewalle in een sprint met 2 te verslaan. Ook Joaquim Rodríguez was aanwezig in de kopgroep en veroverde hiermee de groene Puntentrui weer terug van Bauke Mollema
De 19e etappe zou een bijzondere etappe worden, niet zozeer in parcours opzicht, maar wel in politiek opzicht. De Vuelta deed namelijk voor het eerst in 33 jaar weer het Baskenland aan. De etappe werd ook toevallig gewonnen door een Bask, Igor Antón spoelde zijn teleurstellende Vuelta weg met een ritzege. Cobo behield de leiderstrui met nog 2 etappes te gaan.
De 20e etappe voerde de renners dwars door het Baskenland, naar Vitoria-Gasteiz. De etappe werd gewonnen door Daniele Bennati, die hiermee zijn vele ereplaatsen wegspoelde. Froome viel op de laatste klim van de Vuelta, de Urkiola niet meer aan en hierdoor kan Cobo zich opmaken als Spaanse eindwinnaar.
De laatste etappe voerde de renner naar Madrid. In de eerste helft van de etappe werd er naar traditie gegrapt en gegrold. De sprint werd uiteindelijk gewonnen door Peter Sagan, die hiermee zijn derde etappe won. In de laatste etappe werd er nog van een trui gewisseld. Joaquim Rodríguez verloor namelijk op het laatst zijn puntentrui aan Bauke Mollema, die hiermee zijn Vuelta afsloot met een vierde plaats in het eindklassement en winst in het puntenklassement. Juan José Cobo kon zich na de etappe huldigen als eindwinnaar van de Ronde van Spanje 2011.
In 2019 werd bekendgemaakt dat Juan José Cobo op doping betrapt werd en de eindwinnaar dus Chris Froome is.

## Etappe-overzicht
| Datum   | Etappe  | Start-Finish                                      | Afstand  | Type                | Winnaar                                                                                                | Ploeg                                                                                                  | klassementsleider |
| ------- | ------- | ------------------------------------------------- | -------- | ------------------- | --- | --- | ----------------- |
| 20 aug. | 1       | Benidorm - Benidorm                               | 13,5 km  | Ploegentijdrit      | Team Leopard-Trek (Bennati, Cancellara, Fuglsang, Monfort, O'Grady, Rohregger, Viganò, Wagner & Zaugg) | Team Leopard-Trek (Bennati, Cancellara, Fuglsang, Monfort, O'Grady, Rohregger, Viganò, Wagner & Zaugg) | Jakob Fuglsang    |
| 21 aug. | 2       | La Nucia - Orihuela                               | 174 km   | Vlakke rit          | Christopher Sutton                                                                                     | Sky ProCycling                                                                                         | Daniele Bennati   |
| 22 aug. | 3       | Petrer - Totana                                   | 163 km   | Heuvelrit           | Pablo Lastras                                                                                          | Team Movistar                                                                                          | Pablo Lastras     |
| 23 aug. | 4       | Baza - Sierra Nevada                              | 170,2 km | Bergrit             | Daniel Moreno                                                                                          | Team Katjoesja                                                                                         | Sylvain Chavanel  |
| 24 aug. | 5       | Sierra Nevada - Valdepeñas de Jaén                | 187 km   | Heuvelrit           | Joaquim Rodríguez                                                                                      | Team Katjoesja                                                                                         | Sylvain Chavanel  |
| 25 aug. | 6       | Úbeda - Córdoba                                   | 193,4 km | Heuvelrit           | Peter Sagan                                                                                            | Liquigas-Cannondale                                                                                    | Sylvain Chavanel  |
| 26 aug. | 7       | Almadén - Talavera de la Reina                    | 182,9 km | Vlakke rit          | Marcel Kittel                                                                                          | Skil-Shimano                                                                                           | Sylvain Chavanel  |
| 27 aug. | 8       | Talavera de la Reina - San Lorenzo de El Escorial | 177,3 km | Bergrit             | Joaquim Rodríguez                                                                                      | Team Katjoesja                                                                                         | Joaquim Rodríguez |
| 28 aug. | 9       | Villacastín - La Covatilla                        | 183 km   | Bergrit             | Daniel Martin                                                                                          | Team Garmin-Cervélo                                                                                    | Bauke Mollema     |
| 29 aug. | 10      | Salamanca - Salamanca                             | 47 km    | Individuele tijdrit | Tony Martin                                                                                            | Team HTC-High Road                                                                                     | Chris Froome      |
| 30 aug. | Rustdag | Rustdag                                           | Rustdag  | Rustdag             | Rustdag                                                                                                | Rustdag                                                                                                | Rustdag           |
| 31 aug. | 11      | Verín - Manzaneda                                 | 167 km   | Bergrit             | David Moncoutié                                                                                        | Cofidis, le crédit en ligne                                                                            | Bradley Wiggins   |
| 1 sep.  | 12      | Ponteareas - Pontevedra                           | 167,3 km | Vlakke rit          | Peter Sagan                                                                                            | Liquigas-Cannondale                                                                                    | Bradley Wiggins   |
| 2 sep.  | 13      | Sarria - Ponferrada                               | 158,2 km | Bergrit             | Michael Albasini                                                                                       | Team HTC-High Road                                                                                     | Bradley Wiggins   |
| 3 sep.  | 14      | Astorga - Somiedo                                 | 175,8 km | Bergrit             | Rein Taaramäe                                                                                          | Cofidis, le crédit en ligne                                                                            | Bradley Wiggins   |
| 4 sep.  | 15      | Avilés - Alto de El Angliru                       | 142,2 km | Bergrit             | Wout Poels                                                                                             | Vacansoleil-DCM                                                                                        | Juan Jose Cobo    |
| 5 sep.  | Rustdag | Rustdag                                           | Rustdag  | Rustdag             | Rustdag                                                                                                | Rustdag                                                                                                |                   |
| 6 sep.  | 16      | La Olmeda - Haro                                  | 203,6 km | Vlakke rit          | Juan José Haedo                                                                                        | Saxo Bank-Sungard                                                                                      | Juan Jose Cobo    |
| 7 sep.  | 17      | Faustino V (Oyón) - Peña Cabarga                  | 211 km   | Bergrit             | Chris Froome                                                                                           | Sky ProCycling                                                                                         | Juan Jose Cobo    |
| 8 sep.  | 18      | Solares - Noja                                    | 174,6 km | Heuvelrit           | Francesco Gavazzi                                                                                      | Lampre-ISD                                                                                             | Juan Jose Cobo    |
| 9 sep.  | 19      | Noja - Bilbao                                     | 158,5 km | Heuvelrit           | Igor Antón                                                                                             | Euskaltel-Euskadi                                                                                      | Juan Jose Cobo    |
| 10 sep. | 20      | Bilbao - Vitoria-Gasteiz                          | 185 km   | Heuvelrit           | Daniele Bennati                                                                                        | Team Leopard-Trek                                                                                      | Juan Jose Cobo    |
| 11 sep. | 21      | Circuito Del Jarama - Madrid                      | 95,6 km  | Vlakke rit          | Peter Sagan                                                                                            | Liquigas-Cannondale                                                                                    | Juan Jose Cobo    |

## Klassementsleiders na elke etappe
| Etappe    | Rode trui Alg. klassement | Groene trui Puntenklassement | Bolletjestrui Bergklassement | Witte trui Combiklassement | Geel rugnummer Ploegenklassement | Rood rugnummer Strijdlust |
| --------- | ------------------------- | ---------------------------- | ---------------------------- | -------------------------- | -------------------------------- | ------------------------- |
| 1         | Jakob Fuglsang            | Niet uitgereikt.             | Niet uitgereikt.             | Niet uitgereikt.           | Team Leopard-Trek                | Fabian Cancellara         |
| 2         | Daniele Bennati           | Christopher Sutton           | Paul Martens                 | Jesús Rosendo              | Team Leopard-Trek                | Adam Hansen               |
| 3         | Pablo Lastras             | Pablo Lastras1               | Pablo Lastras2               | Pablo Lastras3             | Team Movistar                    | Sylvain Chavanel          |
| 4         | Sylvain Chavanel          | Pablo Lastras1               | Daniel Moreno5               | Daniel Moreno4             | Team RadioShack                  | Thomas Rohregger          |
| 5         | Sylvain Chavanel          | Daniel Moreno                | Daniel Moreno5               | Daniel Moreno4             | Team RadioShack                  | Michael Albasini          |
| 6         | Sylvain Chavanel          | Joaquim Rodríguez            | Daniel Moreno5               | Daniel Moreno4             | Team RadioShack                  | Martin Kohler             |
| 7         | Sylvain Chavanel          | Peter Sagan                  | Daniel Moreno5               | Daniel Moreno4             | Team RadioShack                  | Luis Ángel Maté           |
| 8         | Joaquim Rodríguez         | Joaquim Rodríguez6           | Daniel Moreno5               | Daniel Moreno4             | Team RadioShack                  | Adrián Palomares          |
| 9         | Bauke Mollema             | Joaquim Rodríguez6           | Daniel Martin                | Bauke Mollema7             | Geox-TMC                         | Sebastian Lang            |
| 10        | Chris Froome              | Joaquim Rodríguez6           | Daniel Martin                | Bauke Mollema7             | Team Leopard-Trek                | Tony Martin               |
| 11        | Bradley Wiggins           | Joaquim Rodríguez6           | Matteo Montaguti             | Bauke Mollema7             | Team RadioShack                  | Adrián Palomares          |
| 12        | Bradley Wiggins           | Joaquim Rodríguez6           | Matteo Montaguti             | Bauke Mollema7             | Team RadioShack                  | Adam Hansen               |
| 13        | Bradley Wiggins           | Joaquim Rodríguez6           | David Moncoutié              | Daniel Moreno              | Team RadioShack                  | Amets Txurruka            |
| 14        | Bradley Wiggins           | Joaquim Rodríguez6           | David Moncoutié              | Bauke Mollema              | Team RadioShack                  | David de la Fuente        |
| 15        | Juan José Cobo            | Joaquim Rodríguez6           | David Moncoutié              | Juan José Cobo8            | Geox-TMC                         | Simon Geschke             |
| 16        | Juan José Cobo            | Joaquim Rodríguez6           | David Moncoutié              | Juan José Cobo8            | Geox-TMC                         | Jesús Rosendo             |
| 17        | Juan José Cobo            | Bauke Mollema                | David Moncoutié              | Juan José Cobo8            | Geox-TMC                         | Johannes Fröhlinger       |
| 18        | Juan José Cobo            | Joaquim Rodríguez            | David Moncoutié              | Juan José Cobo8            | Geox-TMC                         | Sérgio Paulinho           |
| 19        | Juan José Cobo            | Joaquim Rodríguez            | David Moncoutié              | Juan José Cobo8            | Geox-TMC                         | Igor Antón                |
| 20        | Juan José Cobo            | Joaquim Rodríguez            | David Moncoutié              | Juan José Cobo8            | Geox-TMC                         | Carlos Barredo            |
| 21        | Juan José Cobo            | Bauke Mollema                | David Moncoutié              | Juan José Cobo8            | Geox-TMC                         | Niet uitgereikt.          |
| Eindstand | Chris Froome              | Bauke Mollema                | David Moncoutié              | Chris Froome               | Geox-TMC                         | Adrián Palomares          |

| 1 Etappe 4 gedragen door Christopher Sutton 2 Etappe 4 gedragen door Markel Irizar 3 Etappe 4 gedragen door Roeslan Pidhorny | 4 Etappe 5 gedragen door Daniel Martin 4 Etappe 6, 7 en 8 gedragen door Joaquim Rodríguez 4 Etappe 9 gedragen door Matteo Montaguti | 5 Etappe 6 gedragen door Chris Anker Sørensen 6 Etappe 9 gedragen door Peter Sagan 7 Etappe 10 gedragen door Joaquim Rodríguez | 8 Etappe 16 en 17 gedragen door Bauke Mollema 8 Etappe 18, 19, 20 en 21 gedragen door Chris Froome |

## Eindstanden

### Klassementen
| Algemeen Klassement |                                   |                         |                     |
| Plaats              | Naam                              | Ploeg                   | Tijd                |
| 1                   | Juan José Cobo Christopher Froome | Geox-TMC Sky ProCycling | 84u59'31" 84u59'44" |
| 2                   | Bradley Wiggins                   | Sky ProCycling          | op 1'26"            |
| 3                   | Bauke Mollema                     | Rabobank                | op 1'50"            |
| 4                   | Denis Mensjov                     | Geox-TMC                | op 3'35"            |
| 5                   | Maxime Monfort                    | Team Leopard-Trek       | op 4'00"            |
| 6                   | Vincenzo Nibali                   | Liquigas-Cannondale     | op 4'18"            |
| 7                   | Jurgen Van den Broeck             | Omega Pharma-Lotto      | op 4'32"            |
| 8                   | Daniel Moreno                     | Team Katjoesja          | op 5'07"            |
| 9                   | Mikel Nieve                       | Euskaltel-Euskadi       | op 5'20"            |
| 10                  | Jakob Fuglsang                    | Team Leopard-Trek       | op 5'37"            |

| Ploegenklassement |                     |             |
| Plaats            | Ploeg               | Tijd        |
| 1                 | Geox-TMC            | 254u32'28"  |
| 2                 | Team Leopard-Trek   | op 10'19"   |
| 3                 | Euskaltel-Euskadi   | op 16'44"   |
| 4                 | Team Katjoesja      | op 43'18"   |
| 5                 | AG2R-La Mondiale    | op 43'27"   |
| 6                 | Rabobank            | op 54'32"   |
| 7                 | Pro Team Astana     | op 58'56"   |
| 8                 | Liquigas-Cannondale | op 1u01'51" |
| 9                 | Team Movistar       | op 1u05'11" |
| 10                | Sky ProCycling      | op 1u09'45" |

### Nevenklassementen
| Puntenklassement |                       |                    |        |
| Plaats           | Naam                  | Ploeg              | Punten |
| 1                | Bauke Mollema         | Rabobank           | 122    |
| 2                | Joaquim Rodríguez     | Team Katjoesja     | 115    |
| 3                | Daniele Bennati       | Team Leopard       | 101    |
|                  |                       |                    |        |
| 14               | Jurgen Van den Broeck | Omega Pharma-Lotto | 54     |

| Bergklassement |                  |                             |        |
| Plaats         | Naam             | Ploeg                       | Punten |
| 1              | David Moncoutié  | Cofidis, le crédit en ligne | 63     |
| 2              | Matteo Montaguti | AG2R-La Mondiale            | 56     |
| 3              | Juan José Cobo   | Geox-TMC                    | 42     |
|                |                  |                             |        |
| 7              | Nico Sijmens     | Cofidis, le crédit en ligne | 22     |
| 10             | Koen de Kort     | Skil-Shimano                | 19     |

| Combinatieklassement |                |                             |        |
| Plaats               | Naam           | Ploeg                       | Punten |
| 1                    | Juan José Cobo | Geox-TMC                    | 9      |
| 2                    | Chris Froome   | Sky ProCycling              | 16     |
| 3                    | Bauke Mollema  | Rabobank                    | 17     |
|                      |                |                             |        |
| 25                   | Nico Sijmens   | Cofidis, le crédit en ligne | 134    |

1e etappe ·
2e etappe ·
3e etappe ·
4e etappe ·
5e etappe ·
6e etappe ·
7e etappe ·
8e etappe ·
9e etappe ·
10e etappe ·
11e etappe ·
12e etappe ·
13e etappe ·
14e etappe ·
15e etappe ·
16e etappe ·
17e etappe ·
18e etappe ·
19e etappe ·
20e etappe ·
21e etappe
Startlijst · Eindstanden · Afbeeldingen
 winnaars · rode trui · 
 puntenklassement · 
 bergklassement · 
 combinatieklassement · 
 jongerenklassement · 
 ploegenklassement · 
 strijdlust

 Belgische leiderstruidragers · etappewinnaars

 Nederlandse leiderstruidragers · etappewinnaars
1935 · 1936 · 1937 · 1938 · 1939 · 1940 · 1941 · 1942 · 1943 · 1944 · 1945 · 1946 · 1947 · 1948 · 1949 · 1950 · 1951 · 1952 · 1953 · 1954 · 1955 · 1956 · 1957 · 1958 · 1959 · 1960 · 1961 · 1962 · 1963 · 1964 · 1965 · 1966 · 1967 · 1968 · 1969 · 1970 · 1971 · 1972 · 1973 · 1974 · 1975 · 1976 · 1977 · 1978 · 1979 · 1980 · 1981 · 1982 · 1983 · 1984 · 1985 · 1986 · 1987 · 1988 · 1989 · 1990 · 1991 · 1992 · 1993 · 1994 · 1995 · 1996 · 1997 · 1998 · 1999 · 2000 · 2001 · 2002 · 2003 · 2004 · 2005 · 2006 · 2007 · 2008 · 2009 · 2010 · 2011 · 2012 · 2013 · 2014 · 2015 · 2016 · 2017 · 2018 · 2019 · 2020 · 2021 · 2022 · 2023 · 2024 · 2025
 Tour Down Under · 
 Parijs-Nice · 
 Tirreno-Adriatico · 
 Milaan-San Remo · 
 Ronde van Catalonië · 
 Gent-Wevelgem · 
 Ronde van Vlaanderen · 
 Ronde van het Baskenland · 
 Parijs-Roubaix · 
 Amstel Gold Race · 
 Waalse Pijl · 
 Luik-Bastenaken-Luik · 
 Ronde van Romandië · 
 Ronde van Italië · 
 Critérium du Dauphiné · 
 Ronde van Zwitserland · 
 Ronde van Frankrijk · 
 Clásica San Sebastián · 
 Ronde van Polen · 
  Eneco Tour · 
 Ronde van Spanje · 
 Vattenfall Cyclassics · 
 GP Ouest France-Plouay · 
 Grote Prijs van Quebec · 
 Grote Prijs van Montreal · 
 Ronde van Peking · 
 Ronde van Lombardije